# Carl von Bodelschwingh
Ludwig Carl Christian Gisbert Friedrich von Bodelschwingh (plus couramment appelé Carl von Bodelschwingh; né le 16 décembre 1800 à Hamm et décédé le 10 mai 1873 à Berlin) est un homme politique prussien, ministre des finances entre autres. 

## Origine
La famille von Bodelschwingh (de) est une famille noble de Westphalie. Son père, Franz von Bodelschwingh-Velmede (1754-1827), est propriétaire du domaine de Velmede situé à Bergkamen, sa mère Friederike von Bodelschwingh (de) (1768-1850), est l’héritière du domaine de Heyde à Uelzen. La famille possède, en plus d'une maison à Hamm, au total six domaines dans les environs de Unna. Carl a un frère, Ernst et une sœur Sophie (1791–1855), âgés respectivement de 6 et 9 ans de plus que lui. Ernst fait une carrière semblable à Carl et devient également ministre de Prusse. De leurs parents, chaque enfant hérite de deux domaines : Carl a ceux du côté maternel, à savoir le château d'eau d'Heyde et le domaine de Binkhoff. À cause de ses fonctions, Carl n'habite que peu à Heyde. Il vit surtout à Berlin dans son logement de fonction de ministre des finances notamment.

## Biographie
Bodelschwingh fréquente tout d'abord le lycée de Hamm (de), puis en 1813 son « Pädagogium » et enfin le lycée de Joachimsthal de Berlin. Il obtient son Reifezeugnis le 15 mars 1821.
Il étudie par la suite à l'université Frédéric-Guillaume de Berlin pendant un semestre le génie civil, puis se réoriente vers le droit et le caméralisme. En parallèle, il entre en 1820 dans le corps étudiant Guestphalia II de Göttigen, où il finit ses études. Il fait ensuite un an de service militaire dans la garde, après lequel il retourne à Heyde afin d'aider ses parents dans la gestion du domaine. Le 30 septembre 1835, il devient conseiller municipal de Hamm, avant de se faire élire le 20 février 1836 au poste de conseiller cantonal chargé de l'administration communale dans la même ville. Le 15 janvier 1837, il est nommé administrateur (de) de l'arrondissement d'Hamm (de) et garde cette fonction administrative jusqu'en 1844. Le 20 août 1844, il obtient un poste dans le district de Minden. Il y dirige un département à l'Oberregierungsrat. Il devient par la suite, le 27 mai 1845 vice-président du district de Münster, puis président de celui d'Arnsberg. En juillet 1851, il est nommé ministre des finances dans le gouvernement du ministre-président Otto Theodor von Manteuffel. Il occupe ce poste jusqu'au retrait de ce gouvernement le 6 novembre 1858. Pour ses services il reçoit l'ordre de l'Aigle rouge de 1re classe avec feuilles de chêne. Il retourne par la suite dans son domaine de Heyde. Le 30 septembre 1862, il est de nouveau appelé au gouvernement, cette fois-ci par Otto von Bismarck, toujours au poste de ministre des finances, où il reste jusqu'en juin 1866. En effet, à cette date il décide de démissionner, ne voulant pas attribuer les fonds nécessaire à la conduite de la guerre austro-prussienne.
De plus, il appartient pendant 40 ans au conseil régional de la Westphalie en tant que membre de la noblesse. Il y fait partie de la commission chargée des questions administratives. À partir de 1867, il siège à la chambre des représentants de Prusse, d'abord pour la circonscription de l'arrondissement de Tecklembourg (de) puis pour celle de Herford-Halle, qu'il représente également, à partir de 1871, au Reichstag,,. 
Il meurt des suites d'une courte maladie le 10 mai 1873 à Berlin. Il est inhumé le 16 mai sur le domaine familial de Heyde. En 1938, on décide de raser le cimetière, et sa dépouille est donc déplacée au cimetière familial sur le domaine de Velmede à Bergkamen, où il se trouve toujours.

## Démission
Les événements qui ont entouré la guerre prusso-autrichienne sont particulièrement importants pour comprendre la vie de Bodelschwingh. Pour faire simple, avant cette guerre les États du sud de l'Allemagne étaient plutôt favorables à l'Autriche, tandis que ceux du nord tenaient pour la Prusse. Le XIXe siècle est fortement marqué par cette lutte d'influence, tout particulièrement au sujet de l'unification allemande. Deux idées s'opposent : celle de l'Autriche dite solution grande-allemande et celle de la Prusse dite solution petite-allemande. Bodelschwingh quoique favorable à l'unité allemande, ne veut pas d'une guerre fratricide entre Allemands, qu'il qualifie de péché. Il défend clairement son point de vue devant Bismarck : « Les Allemands ne combattent jamais contre les Allemands ». Quand, en tant que ministre des finances, il doit préparer les fonds nécessaire à la guerre, ce à quoi il n'est pas prêt, il décide de présenter sa démission. Cela entraine de nombreuses réactions à l'époque.
La suite des événements montre par la suite, que la politique de Bismarck est bonne. Sur le plan personnel, cette guerre, contre laquelle il s'était si fortement opposé, a été particulièrement cruelle avec Bodelschwingh. En effet, parmi ses quatre fils engagés dans la guerre, deux seulement en reviendront. Son beau-fils Friedrich von Bodelschwingh, autrefois pasteur à Dellwig, y participe également comme aumônier. Tous participent à la bataille de Sadowa. Bodelschwingh apprend la disparition de deux de ses fils par télégraphe à Heyde. Sur le faire-part pour l'enterrement de ses deux fils, il écrit « Dieu fait de nous des donneurs heureux ».

## Relations avec Bismarck

### Comme ministre des finances et député
La nomination d'Otto von Bismarck au poste de ministre-président à l'automne 1862 par Guillaume de Prusse, alors en difficulté sur le plan politique, permet le retour au gouvernement de Bodelschwingh. Les deux hommes se connaissent de longue date et sont pour ainsi dire faits du même bois : profondément religieux, conservateurs convaincus, favorables au droit divin du Roi. Pourtant au fil du temps, l'entente entre les deux hommes ne cesse de se détériorer. Ils ont des conceptions parfois très différentes des choses, par exemple à propos de la politique commerciale. D'ailleurs, dans ses mémoires, Bismarck dresse un portrait assez peu élogieux de Bodelschwingh. Il écrit notamment: « un soutien (de sa part) de ma politique n'est pas à attendre », « Bodelschwingh n'est qu'un bureaucrate » ou « ... contrecarré par les intrigues de Bodelschwingh ». Plus tard, à la fin des années 1860, Bodelschwingh fait même partie, à la chambre des députés, des meneurs de l'opposition conservatrice à Bismarck. 
Bodelschwingh a également mal pris la rupture de Bismarck avec le parti conservateur. Cela le faisant de plus passer pour un intrigant. Ainsi, Bismarck dit à un des proches de Bodelschwingh quelques semaines avant sa mort que ce dernier est un « renard », qu'il croit qu'on l'a abattu, mais non, « la bête mord derrière les mollets ».
Cependant, malgré ces remarques négatives, ils peuvent tout de même travailler ensemble, comme le prouve leur cohabitation, longue de quatre ans dans le gouvernement. Bismarck essaie surtout de se justifier et mettre son travail en lumière.

### Duel
Bodelschwingh a servi de "second" à Bismarck lors d'un duel en mars 1852, soit 10 ans avant que ce dernier ne devienne ministre-président. Il est à l'époque député et est opposé à Georg von Vincke (1811–1875), fils du premier président de la province de Westphalie, à la suite d'un violent échange verbal. Le duel, demandé par Vincke, se fait au pistolet, avec quatre balles. Bismarck écrit une lettre à sa belle-mère le 4 avril 1852 pour l'en prévenir. 
Dans le duel, Bodelschwingh est le second de Bismarck et plaide notamment pour que le duel se joue sur une balle et non quatre : selon lui les circonstances n'en requièrent pas autant. Il cherche ainsi à sauver la vie d'Otto. Les deux opposants tirent et se ratent, le duel est fini. Bismarck dira par la suite, qu'on peut comprendre une partie du caractère de Bodelschwingh en sachant qu'il a versé des larmes de joie après que le duel se soit terminé sans effusion de sang. Bismarck le nomme seulement "Bodelschwingh" dans sa lettre, de ce fait on ne peut savoir sans un examen plus approfondi s'il s'agit de Carl ou de son cousin Ludwig Carl Christoph von Bodelschwingh (de).

## Convictions

### Ultra-Conservateur
Au niveau politique, Bodelschwingh est ultra-conservateur au côté par exemple de Ernst Ludwig von Gerlach. Lors de son passage au ministère des finances, il mène par moments une politique légèrement différente de celle de Bismarck, notamment à propos de l'Autriche. 
D'autre part, il semble très ouvert au progrès technique. Déjà en tant que ministre de Manteuffel, il est un « grand promoteur des moyens de transport, tout particulièrement du chemin de fer, en Westphalie et dans la région du Rhin notamment, là où l'industrie et les mines commencent à se développer ».

### Religion
À l'évidence Bodelschwingh est comme son frère Ernst et le reste de sa famille profondément religieux. Il est également membre de l'Innere Mission évangélique, avec notamment Theodor Fliedner et Johann Hinrich Wichern, deux éminents membres de l’Église évangélique allemande. Au ministère des finances, il devient le protecteur de la Kaiserswerther Diakonie (de) à Kaiserswerth, un quartier de Düsseldorf. Elle est fondée en 1836 sur le modèle des autres diaconie en Allemagne et dans le monde.

## Famille
Bodelschwingh se marie le 28 juillet 1827, six mois après la mort de son père, à Elise Freiin von Bodelschwingh-Plettenberg (1806–1889) qui vient du domaine des Bodelschwingh proche de Dortmund. C'est une maîtresse de maison humble et économe, qui a ses origines dans l'ancienne noblesse prussienne. De plus, elle est très à cheval sur l'ordre et la ponctualité et s'occupe particulièrement bien des obligations qui accompagnent la gestion du domaine et de la maison.
Ensemble ils ont onze enfants : sept filles et quatre garçons. Toutefois l'ainée, Friederike, meurt en bas âge, à 4 ans pour être précis. Karl et Gustav meurent à la bataille de Sadowa opposant la Prusse à l'Autriche en 1866. Ernst est d'abord officier avant de devenir administrateur (de) de l'arrondissement d'Hamm (de) et d'y rester 14 ans. Udo lui est officier de métier, et termine sa carrière au grade de colonel, avant de devenir maître de cérémonie et trésorier du roi de Prusse. Sa fille Ida, se marie au plus célèbre des Bodelschwingh : Friedrich von Bodelschwingh. Ils fondent ensemble le centre de renommée mondiale contre l'épilepsie : la fondation von Bodelschwingh de Bethel (de).
Bodelschwingh a également un frère : Ernst, avec lequel il s'entend très bien. Ce dernier est ministre avant Carl, mais a un tout autre style. En effet, alors que la plupart des Bodelschwingh ont plutôt une haute stature, Carl est petit et rond. Après la mort d'Ernst en 1854, Carl devient le tuteur de ses trois plus jeunes enfants, encore mineurs. Les frères s'entraident aussi quand il s'agit d'affaires, et l'un représente souvent l'autre en cas d’empêchement. 
Carl apporte beaucoup d'attention à l'éducation de ses filles. Du temps où il est ministre des finances, elles reçoivent des cours des meilleurs enseignants, en particulier en musique. Brodelschwingh est à l'évidence (ses lettres et les lettres qu'il reçoit en témoignent) un père et un grand-père très attentionné. La nécrologie du journal „Wochenblatts der Johanniter-Ordens-Balley Brandenburg“ du 9 juillet 1873 témoigne de sa vie dans la tradition chrétienne, entièrement dévouée à sa famille, son amour de la musique et de la réflexion. En 1950 Carl et son frère Ernst sont inscrits dans le livre Der Kreis Unna - Die Stadt Hamm sur la liste des douze personnes les plus importantes ayant jamais habité le canton.